# Dörte Helm
Dorothea "Dörte" Helm, también Dörte Helm-Heise (Berlín; 3 de diciembre de 1898–Hamburgo; 24 de febrero de 1941), fue una artista alemana, miembro de la Bauhaus, pintora y diseñadora gráfica.

## Biografía
Hija de Alice Caroline Bauer (1873-1947) y del filólogo clásico Rudolf Helm (1872–1966). Después de completar su educación en la escuela de chicas Urbana en Berlín-Steglitz, la familia siguió a su padre a Rostock en 1910, donde este era profesor desde 1907. Dörte Helm estudió en el Lyceum, para dos años más tarde solicitar estudiar en la Escuela Artes. De 1915 a 1918 estudió en la Kunsthochschule Kassel, entre otras disciplinas estudió modelado con Carl Hans Bernewitz y también fue estudiante de Ernst Odefey, también dio clases particulares de dibujo.
El curso 1918/1919 estudió en la Academia de Bellas artes en Weimar en la clase de diseño gráfico con Walther Klemm. Ingresó luego en la Bauhaus de Weimar participando en los talleres de grabado y textil, bajo el profesorado de Johannes Itten, Lyonel Feininger, Oskar Schlemmer, Georg Muche y el propio Walter Gropius. En 1922 pasó el curso de iniciación para formarse como pintora decorativa en el Weimar Cuarto de Oficios. Antes, en 1921, implicada en el proyecto de Haus Sommerfeld de Gropius, confeccionó una cortina para la exposición y trabajó como asesora en el diseño de interiores. El curso 1922/1923 trabajó en el taller de tejido llegando a formar parte la comisión para la exposición Bauhaus donde expuso un mural.
Permaneció en el proyecto de Gropius hasta 1924, año en que regresó a Rostock, para formar parte de la Asociación de Artistas de Rostock (Vereinigung Rostocker Künstler) y la Asociación Económica de Artistas Visuales (Wirtschaftlicher Verband Bildender Künstler). En ese periodo pasó periodos en Ahrenshoop, donde conoció al editor Peter E. Erichson. De 1925 a 1931 participó regularmente en las exposiciones del Rostock Asociación de Artistas donde realizó su primera exposición en 1930. En 1927, a través de su amistad con Friedrich Schult organizó una exposición en el museo Güstrow, y el arquitecto Walter Butzek le encargó el diseño del interior del Kurhaus Wannemüde, cuyos murales serían destruidos después de 1933. 
Viajó por Austria y Suiza, y en 1930 se casó con el periodista Heinrich Heise (1899@–1944) y se mudaron a Hamburgo-Fuhlsbüttel en 1932, donde su marido trabajaba desde 1933 como editor del Hamburgo Funkwacht. En 1933 fue juzgada por el Reichskulturkammer como "medio-judía" con una prohibición profesional que solo le dejaba escribir (a veces bajo un seudónimo). En febrero de 1941 murió de una enfermedad contagiosa [?]. El periodista Hugo Siekera escribió la oración de su funeral que sería publicada a modo de necrología en la Gaceta de Hamburgo el uno de marzo de 1941.
En 2019, cien años después de la fundación de la Bauhaus, se emitió una serie televisiva de seis capítulos dirigida por Lars Kraume, en la que Dörte Helm (interpretada por Anna Maria Mühe) es una de las protagonistas, aunque el guion propone varios elementos ficticios, como el de una supuesta relaciona con Walter Gropius en Weimar, desmentida por Cornelia Heise, hija de Dörte.

## Galería

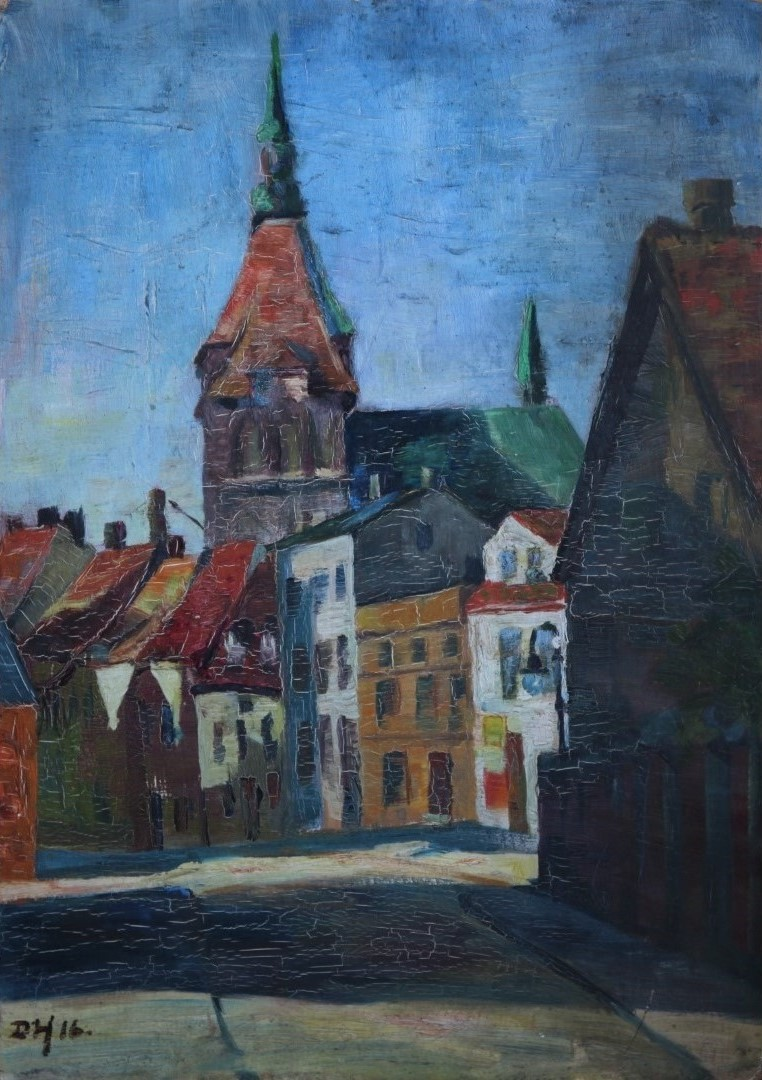
View of St. Mary's Church, Rostock (1916)
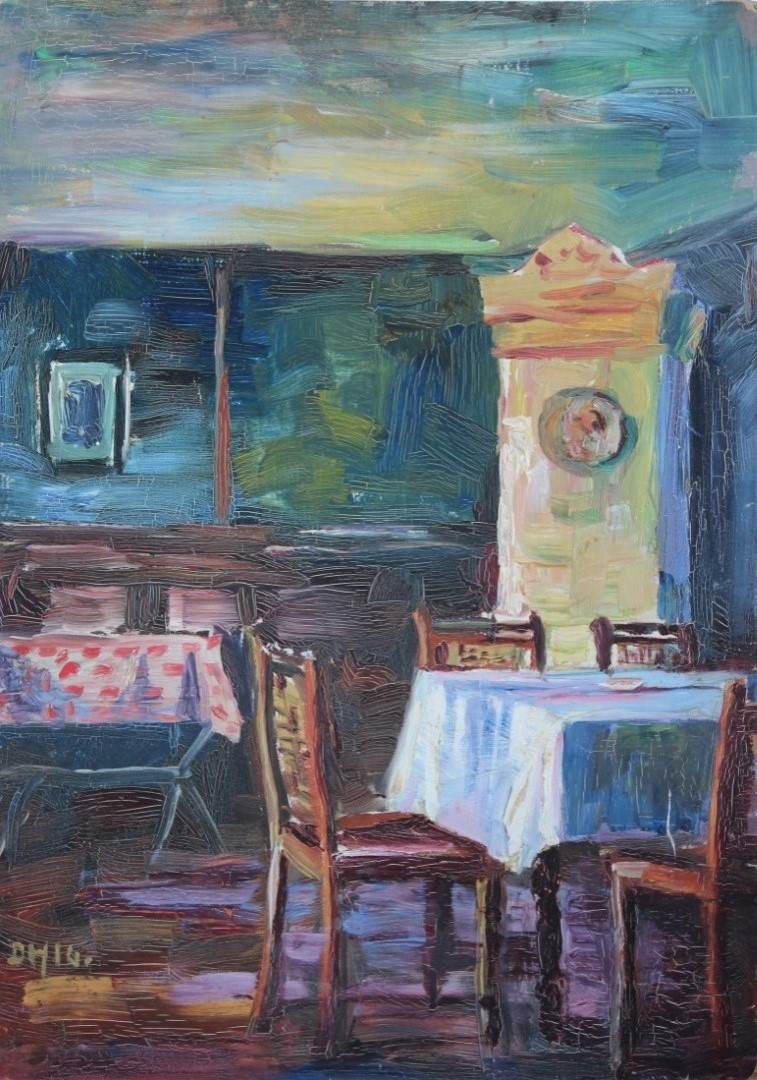
Interieur (1916)
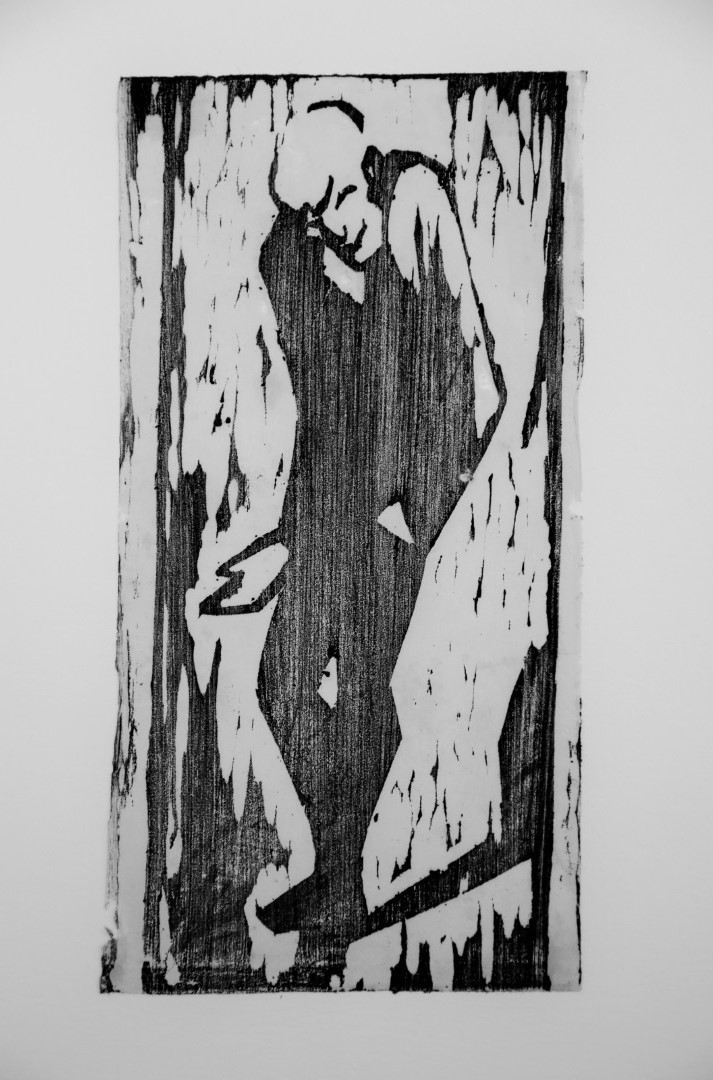
Standing Man (1919)
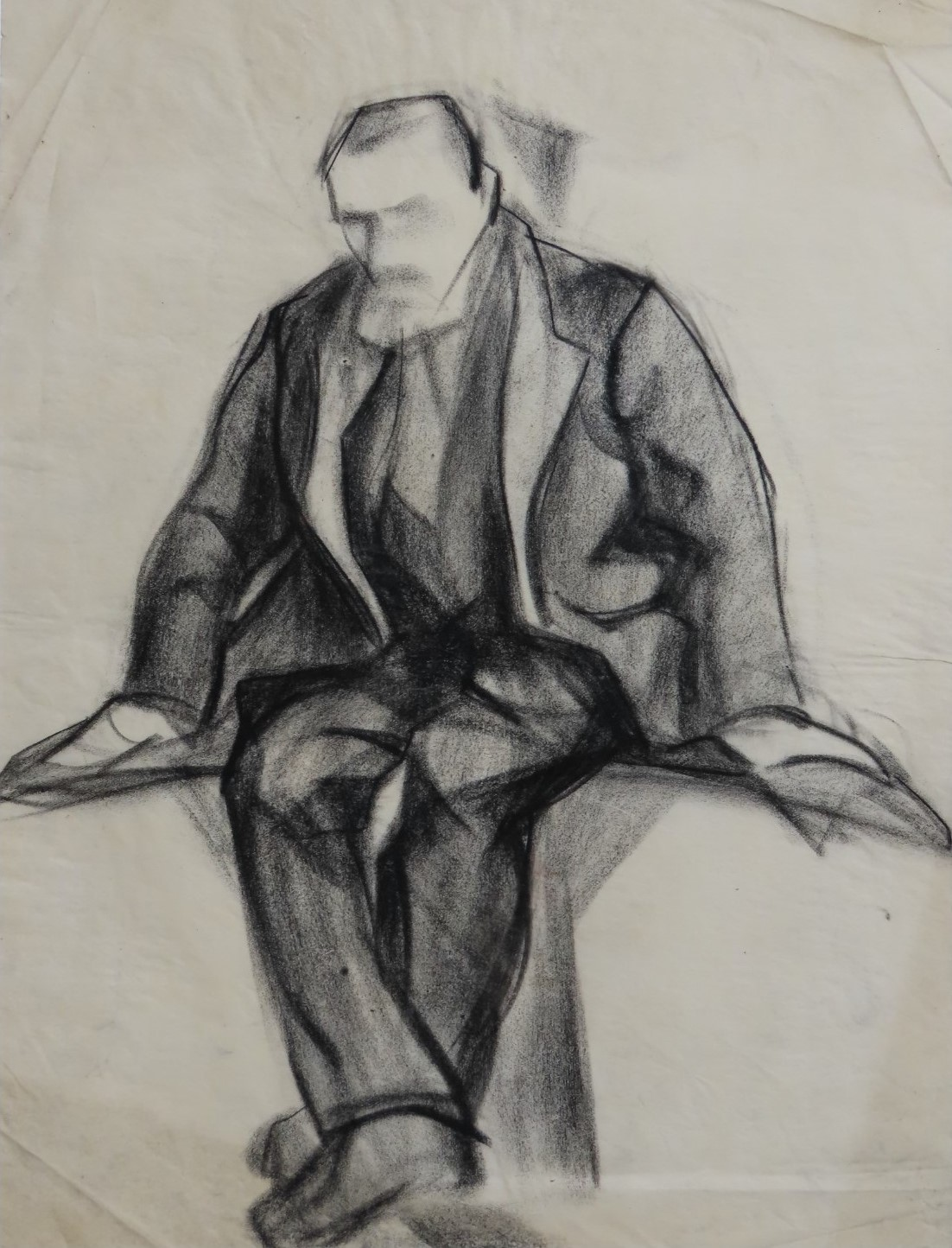
Sitting Man (1919)
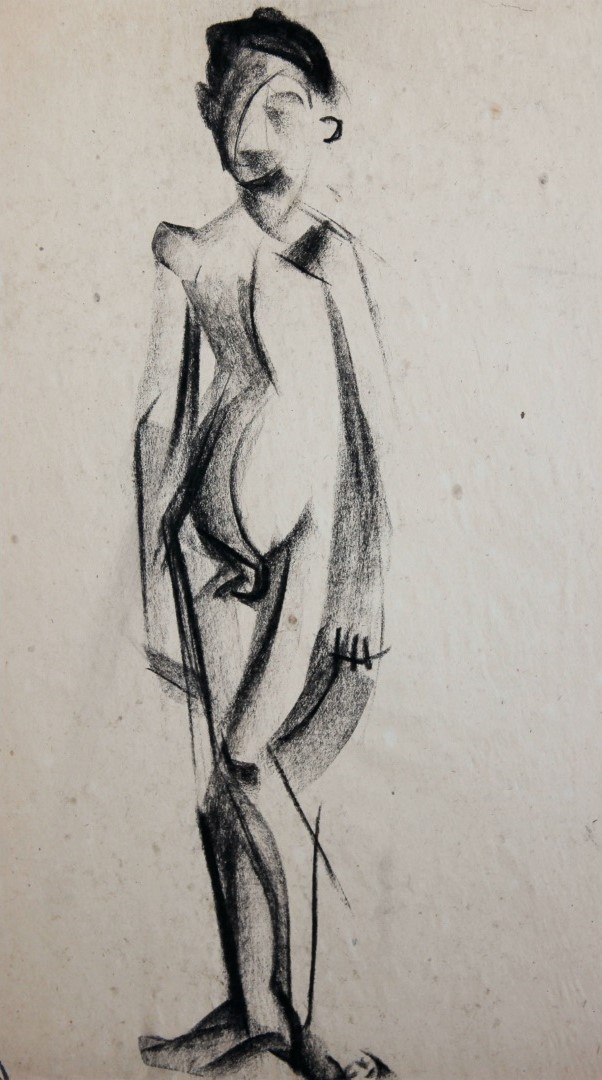
Male Nude (1919)
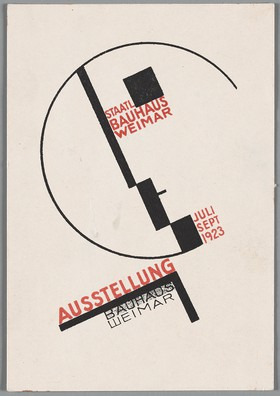
Bauhaus exhibition, postcard 14 (1923)

## Obras
El trabajo de Dörte Helm's incluye dibujos, tallados, pinturas, tejidos y carpintería. 
- Borradores de un sello de servicio (Sello) de la Bauhaus (en una licitación con un tercer premio)[5]
- Postal 14 a la exposición Bauhaus 1923. Museo de Arte Moderno[6] y Harvard Art Museums[7]
- Vitral en la casa de verano de Peter E. Erichson en 10 Schifferberg, Ahrenshoop (construido en 1897 por Friedrich Wachenhusen) 1926/1927
- Retrato GD delante del paisaje norteño. (Bildnis GD vor nördlicher Landschaft) Museo de Arte Ahrenshoop[8]
- Cortijos junto al agua. (Bauernhäuser am Wasser) 1925, Kunstmuseum Ahrenshoop[9]
- Retrato LR (Línea Ristow). 1927, Pastel (Line Ristow era el compañero de Peter E. Erichson)
- Auto retrato. 1931
- Narcisos amarillos. (Gelbe Narzissen)
- Redes de pesca. (Fischernetze)
- El titiritero de Kiel. (De Poppenspäler ut Kiel) título en bajo alemán
- La sala de vuelo. (Das fliegende Zimmer)
- La sala de deslizamiento. (Das abrutschende Zimmer)
- En el reino de los cuentos de hadas. (Im Märchenreich) (1921, libro infantil con versos de su padre)
- Rey Drosselbart. Juego de hadas (Listado en el Stadttheater Rostock en 1931, con su propio diseño de escenario)

## Lectura adicional
- Hans Vollmer (1955). Allgemeines Lexikon der bildenden Künstler des XX. Jahrhunderts. (en alemán). Vol. 2. Leipzig: E. A. Seemann. p. 414.
- Hans Vollmer (1962). Allgemeines Lexikon der bildenden Künstler des XX. Jahrhunderts. (en alemán). Vol. 6. Leipzig: E. A. Seemann. p. 41.
- Friedrich Schulz (2001). Ahrenshoop. Künstlerlexikon. (en alemán). Fischerhude: Verlag Atelier im Bauernhaus. p. 76. ISBN 3-88132-292-2.
- Peter Palme (2007). Dörte Helm: eine Unvollendete zwischen Stilkunst, Bauhaus und Neuer Sachlichkeit (en alemán). Berlin: MCM-Art. ISBN 978-3-9809969-8-3.
- Grewolls, Grete (2011). Wer war wer in Mecklenburg und Vorpommern. Das Personenlexikon (in German). Rostock: Hinstorff Verlag. p. 4063. ISBN 978-3-356-01301-6.
- Petra Klara Gamke-Breitschopf (2011). Allgemeines Künstlerlexikon. Die Bildenden Künstler aller Zeiten und Völker (AKL) (en alemán). Vol. 71. Berlin: de Gruyter. pp. 378-379. ISBN 978-3-11-023176-2.
- Ruth Negendanck (2011). Künstlerkolonie Ahrenshoop. (en alemán). Fischerhude: Verlag Atelier im Bauernhaus. pp. 176-183. ISBN 978-3-88132-294-2.